# Hovbeslagsmuseet
Hovbeslagsmuseet är ett museum på Alnarp, som är en del av Alnarpsmuseerna, som drivs av Sveriges lantbruksuniversitet. I andra byggnader på området har Alnarpsmuseerna Skånes lantbruksmuseum, Vagnsmuseet och en permanent utställning över Alnarps historia.

## Hovslagarskolan på Alnarp
Initiativ till en hovslagarutbildning på dåvarande Alnarps lantbruksinstitut togs av veterinären Olof Bendz. Hovslagarskolan började sin verksamhet 1863 med Bendz som föreståndare fram till dennes död 1901. Efter Bendz leddes utbildningen av Birger Hedelin 1904-1938. 
Den sista kursen vid skolan påbörjades 1954. Mellan 1875 och 1912 pågick också en militär hovslagarutbildning.

## Museet
Museet ligger i den tidigare hovslagarskolan och visar en nästan orörd utbildningsmiljö från 1870-talet, där hovslagare utbildades till in på 1950-talet. Museet ligger i en byggnad som uppfördes för ändamålet och som ritades av Helgo Zettervall och invigdes 1877. Murverket är tvåfärgat och murat i horisontella band. 
Smedjan har sex ässjor och tolv städ. 
En av de hästskor från medeltiden till 1900-talets mitt har hittats från slaget vid Lund 1676. Två visade hästskor har suttit på en clydesdalehingst på Trolleberg, som importerades från Skottland 1913.